# Monistrol-sur-Loire
Monistrol-sur-Loire là một xã thuộc tỉnh Haute-Loire trong vùng Auvergne-Rhône-Alpes ở nam trung bộ nước Pháp. Khu vực này có độ cao từ 434-874 mét trên mực nước biển. Theo điều tra dân số năm 2006 của INSEE có dân số 8444 người.
Đây là nơi sinh của Armand-François-Marie de Charbonnel
Sông Lignon du Velay đổ vào sông Loire tại xã Monistrol-sur-Loire.